# Neo Cortex
Neo Cortex ist ein deutsches Technoprojekt bestehend aus Lars Böge (DJ Gollum), Jan Miesner (DJ Yanny / Terraformer) und Heiko Lempio (D.K. Booth). Es wurde im Jahr 2000 gegründet und produziert vorwiegend Trance.
Ihren ersten Hit hatten sie bereits mit ihrer zweiten Single Elements aus dem Jahr 2000 in der Remix-Version 2004, die von Alexandra Prince gesungen wurde. Das Lied konnte sich für 10 Wochen in den Top-10 der Deutschen Club Charts halten, erreichte Platz 14 in den Official Dance Charts von Media Control und wurde für die Club Rotation von VIVA ausgewählt, an deren Präsentation Neo Cortex auftraten. Insgesamt erschien das Lied auf über 20 Zusammenstellungen, die teilweise auf Major Labeln veröffentlicht wurden. 
Danach folgten die vergleichsweise weniger beachteten Don’t You, Storm Of Lights und 2006 I Want You!.